# عصر طلایی (فیلم)
عصر طلایی (به فرانسوی: L’Age d’or) فیلمی سوررئالیستی به کارگردانی لوئیس بونوئل با بازی گستون مودو است. سالوادور دالی و بونوئل فیلمنامهٔ این کار را نوشتند.